# Platypalpus weberi
Platypalpus weberi är en tvåvingeart som beskrevs av Chvala 1989. Platypalpus weberi ingår i släktet Platypalpus och familjen puckeldansflugor.
Artens utbredningsområde är Ungern. Inga underarter finns listade i Catalogue of Life.